# 烏斯季休格爾
64°15′N 57°45′E / 64.250°N 57.750°E
烏斯季休格爾（羅馬化：Ustʹ-Shchuger）或舊名烏斯季休戈爾（Усть-Щугор）是俄羅斯科密共和國內的村莊。海拔85（279英尺），靠近休格爾河與伯朝拉河的匯流處。於1978年12月31日創下歐洲最低氣溫紀錄攝氏-58.1°C（華氏-72.6°F）。休格爾河曾是前往韋爾霍圖里耶的次要路線，利用其源頭可跨越烏拉山脈抵達北索西瓦河，再從伯朝拉河行至鄂畢河。